# 창원 불곡사 일주문
창원 불곡사 일주문(昌原 佛谷寺 一株門)은 대한민국 경상남도 창원시 성산구 대암에 있는 조선시대의 불곡사일주문이다. 1974년 12월 28일 경상남도의 유형문화재 제133호로 지정되었다.

## 개요
불곡사 일주문은 원래 웅천도호부 객사의 삼문(三門, 대궐이나 관청 앞에 있는 세 개의 문)이었다고 한다. 이 삼문은 1822년 웅천향교로 옮겨졌으나 일제의 문화말살 정책으로 웅천향교가 철거되고 공자 등 위배가 땅에 묻히면서 버려져 있는 것을 1943년에 우담화상이 이곳으로 옮겨 세웠다고 전해진다.
이 일주문은 단층의 화려한 맞배지붕을 우산처럼 머리에 올린 나무로 된 문이다. 동서 기둥 위에는 각각 여의주를 입에 문 용머리가 올려져 있고, 중간 두 기둥 위에도 남북으로 각각 여의주를 입에 문 두 마리의 용머리가 올려져 있다. 동서남북으로 위치한 여섯 마리의 용머리는 소나무로 입체감 있게 조각되어 있다. 동쪽 머리맡에는 거북이, 서쪽 머리맡에는 호랑이가 민화로 조각되어 있다.

## 같이 보기
- 불곡사

## 참고 자료
- 불곡사일주문 - 국가유산청 국가유산포털